# Ioana de Hainaut
Ioana de Hainault (n. 1315 – d. 1374), aparținând Casei de Avesnes, a fost ducesă de Jülich prin căsătoria cu ducele Wilhelm al V-lea de Jülich.

## Biografie
Ioana a fost una dintre fiicele contelui Wilhelm I de Hainaut și a soției sale, Ioana de Valois. A fost o soră mai mică a reginei Angliei, Filipa de Hainault și a contesei Margareta a II-a de Hainault.
Din căsătoria Ioanei cu Wilhelm al V-lea de Jülich au rezultat șapte copii:
- Gerhard (d. 1360), conte de Berg, căsătorit în 1338 cu Margareta de Ravensberg-Berg (1320–1389), bunicul ducelui Adolf I de Cleves;
- Wilhelm (1325–1393), căsătorit cu Maria de Geldern, l-a succedat pe tatăl său ca duce de Jülich;
- Richardis (d. 1381), căsătorită în 1355 cu contele Engelbert al III-lea de Mark;
- Filipa (d. 1390), căsătorită în 1357 cu contele Gottfried al II-lea de Heinsberg;
- Reinold;
- Ioana (d.înainte de 21 februarie 1367), căsătorită în 1352 cu contele Wilhelm I de Isenburg-Wied;
- Isabella (d. 1411), căsătorită cu contele John Plantagenet de Kent, fiul lui Edmund de Woodstock.